# Yuki Shimizu
Yuki Shimizu (志水ゆき?, Shimizu Yuki; 9 dicembre ...) è una fumettista giapponese. Autrice di manga di genere Boys' Love.

## Biografia
Shimizu ha debuttato nel 1994 con il manga Yagate, natsu ga owaru hi. 

## Opere
- Love Mode (ラブ モード?, Rabu mōdo) (1996)
- Suzuran (すずらん?) (1999)
- Recipe (レシピ?, Reshipi) (2004)
- Ze (是-ZE-?) (2004)
- Nuganai Otoko (脱がない男?) (2005)
- Don't Worry Mama (ドント ウォーリー ママ?, Donto uōrī mama) (2005)
- Kachō fūgetsu (花鳥風月?) (2011)
- Hanayome wa okusan (花嫁は奥さん?) (2013)